# Zhongyi Hong’en
Zhongyi Hong’en (chiń. 中邑洪恩; pinyin Zhōngyì Hóng’ēn; kor. 중읍홍은 Chungŭp Hongŭn; jap. Chūyū Kōon; wiet. Trung ấp Hồng ân) – chiński mistrz chan ze szkoły hongzhou.

## Życiorys
Był uczniem i spadkobiercą Dharmy mistrza chan Mazu Daoyi. Żył i nauczał w klasztorze Zhongyi w ówczesnym Langzhou (obecnie jest to miasto Nanchang w prowincji Jiangxi). Uważa się go za jednego z najwybitniejszych uczniów Mazu. Podobno zawsze, kiedy Zhongyi zobaczył przychodzącego mnicha, uderzał w swoje usta dłonią, wydając dźwięk łuuu, łuuu.

## Linia przekazu Dharmy zen
+ Nazwiska z listy Jinhua Jia (wybór). Uczniowie ułożeni są w porządku alfabetycznym.
x Mistrzowie, którzy wybudowali własny klasztor.
Pierwsza liczba oznacza liczbę pokoleń mistrzów od 1 Patriarchy indyjskiego Mahakaśjapy.
Druga liczba oznacza liczbę pokoleń od 28/1 Bodhidharmy, 28 Patriarchy Indii i 1 Patriarchy Chin.
Trzecia liczba oznacza początek nowej linii przekazu w danym kraju.
- 33/6. Huineng (638–713)
  - 34/7. Nanyue Huairang (677–744)
    - 35/8. Mazu Daoyi (709–788) szkoła hongzhou
      - 36/9. Anfeng Huaikong+x (697–784) (klasztor w Xuzhou w Jiangsu)
      - 36/9. Baihu Faxuan+ (klasztor w Shaozhou w Guangdong)
      - 36/9. Bailing+ heshang
      - 36/9. Baiyan Changche+ (bd) (klasztor w Taizhou w Zhejiang)
      - 36/9. Baiyan Mingzhe+ (bd) (klasztor w Dingzhou w Hebei)
      - 36/9. Baizhang Huaihai+x (720–814) (klasztor w Hongzhou w Jiangxi)
        - 37/10. Baizhang Weizheng (zm. 819)
        - 37/10. Baizhang Niepan (bd) w niektórych tekstach przypisywany Mazu
        - 37/10. Guishan Lingyou (771–853) szkoła guiyang
        - 37/10. Huangbo Xiyun (zm. 850)
          - 38/11. Linji Yixuan (zm. 867) szkoła linji

        - 37/10. Wuyan Tong (zm. 826) Wietnam: szkoła Vô Ngôn Tông

      - 36/9. Banshan Baoji (720–814)
        - 37/10. Zhenzhou Puhua (zm. 860)

      - 36/9. Beilan Rang+ (bd) (klasztor w Hongzhou w Jiangxi)
      - 36/9. Benxi+ heshang (bd)
      - 36/9. Caotang+ heshang (bd) (klasztor w Jingzhao fu w Shanxi)
      - 36/9. Caoyi Fengchu+ (bd) (klasztor w Hengzhou w Hunanie)
      - 36/9. Changzhou Minggan+ (bd) (klasztor w Changzhou w Jiangsu)
      - 36/9. Chao’an+ (bd)
      - 36/9. Chongtai+ (bd)
      - 36/9. Cibei Liangjin+ (bd) (klasztor w Jinzhou w Shaanxi)
      - 36/9. Dadi+ heshang (bd) (klasztor w Xinzhou w Shanxi)
      - 36/9. Dahui Daowu+ (bd)
      - 36/9. Damei Fachang+x (752–839) (klasztor w Mingzhou w Zhejiang)
        - 37/10. Juzi (bd)
        - 37/10. Hangzhou Tianlong
          - 38/11. Jinhua Juzhi (bd)

      - 36/9. Danxia Tianran+x (739–824) spadkobierca Shitou Xiqiana (klasztor w Dengzhou w Henanie)
      - 36/9. Datong Guangdeng+ (bd) (klasztor w Lizhou w Hunan)
      - 36/9. Dayang Xiding+ (bd) (klasztor w Yingzhou w Hubei)
      - 36/9. Dazhu Huihai+ (bd) (klasztor w Yuezhou w Zhejiang)
      - 36/9. Danyuan Yingzhen+ (bd) potem został uczniem Nanyanga Huizhonga
      - 36/9. Deng Yinfeng+ (bd) (klasztor w Daizhou w Shanxi)
      - 36/9. Dongsi Ruhui+ (744–823) (klasztor w Tanzhou w Hunanie)
      - 36/9. Dong’an+ heshang (bd)
      - 36/9. Dongquan Weixian+ (bd) (klasztor w Yuezhou w Zhejiang)
      - 36/9. Ehu Dayi+x (746–818) (klasztor w Xinzhou w Jiangxi)
        - 37/10. Wangmu Xiaoran

      - 36/9. Ezhou Wudeng+x (749–830) (klasztor w Ezhou w Hubei)
      - 36/9. Fengshan Hongjun+ (bd) (klasztor w Huzhou w Zhejiang)
      - 36/9. Fenzhou Wuye+ (Dada) (760–821) (klasztor w Fenzhou w Shanxi)
      - 36/9. Fo’ao+ heshang (bd) (klasztor w Wenzhou w Zhejiang)
      - 36/9. Foguang Ruman+ (752–846) (klasztor w Luoyangu w Henanie)
        - 37/10. Bai Juyi (772–846)

      - 36/9. Fubei+ heshang (bd)
      - 36/9. Funiu Zizai+ (741–821) (klasztor w Luoyangu Henanie)
      - 36/9. Fuqi Ce+ (bd) (klasztor w Huazhou w Shaanxi)
      - 36/9. Furong Taiyu+ (747–826) (klasztor w Changzhou w Jiangsu)
      - 36/9. Fuxi+ heshang (bd)
      - 36/9. Ganquan Zhixian+ (bd) (klasztor w Taiyuan w Shanxi)
      - 36/9. Gaocheng Fazang+ (bd)
      - 36/9. Gaoying+ (bd)
      - 36/9. Guangming Puman+ (bd)
      - 36/9. Guiyang Wuliao (787–867) już z dat wynika, że nie mógł być uczniem Mazu
      - 36/9. Guizong Zhichang+ (bd) (klasztor w Jiangzhou w Jiangxi)
        - 37/10. Gao’an Dayu (bd)
          - 38/11. Weishan Lianran (bd)
          - 38/11. Moshan' mniszka'

      - 36/9. Magu Baoche+ (ur. 720?) (klasztor w Puzhou w Shanxi)
        - 37/10/1. Muyŏm (799–888) Korea. Szkoła sŏngju

      - 36/9. Matou Shenzang+ (bd) (klasztor w Cizhou w Hebei)
      - 36/9. Mengxi+ heshang (bd)
      - 36/9. Miling+ heshang (bd) (klasztor w Hongzhou w Jiangxi)
      - 36/9. Mingxi Daoxing+ (bd) (klasztor w Lizhou w Hunanie)
      - 36/9. Nanquan Puyuan+x (748–835) (klasztor w Cizhou w Anhui)
        - 37/10. Changsha Jingcen (zm. 868)
        - 37/10. Zhaozhou Congshen (778–897)
          - 38/11. Yanyang Shanxin (bd)
          - 38/11. Yanyang Shanzhao (bd) być może jest to powyższy uczeń Zhaozhou

        - 37/10/1. Toyun (797–868) Korea. Szkoła saja

      - 36/9. Nanyuan Daoming+ (bd) (klasztor w Yuanzhou w Jiangxi)
      - 36/9. Nanyue Zhizhou+ (bd) (klasztor w Hengzhou w Hunanie)
      - 36/9. Panshan Baoji+ (720–814) (klasztor w Youzhou w Hebei)
        - 37/10. Zhenzhou Puhua (zm. 860) czasem ujmowany jako spadkobierca Linjiego Yixuana

      - 36/9. Pang Yun+ (bd) (klasztor w Xiangzhou w Hubei)
      - 36/9. Tianhuang Daowu+x (727–808) spadkobierca Shitou Xiqiana (klasztor w Jingzhou w Hubei)
      - 36/9. Wangwu Xingming+ (bd) (klasztor w Henanfu w Henanie)
      - 36/9. Wujiu Youxuan+ (bd) Wujiu Dingzhou? (bd)
      - 36/9. Wutai Yinfeng (bd)
        - 37/10. Wuyu (bd.)

      - 36/9. Xingshan Weikuan+ (755–817) (klasztor w Chang’anie w Shaanxi)
      - 36/9. Xinsi Baoji+ (bd) (klasztor w Jingzhou w Hubei)
      - 36/9. Xishan Liang+ zouzhu (bd) (klasztor w Hongzhou w Jiangxi)
      - 36/9. Xitang Zhizang+ (738–817) (klasztor w Qianzhou w Jiangxi)
        - 37/10/1. Chinggak Hongch'ŏk (bd) Korea. Szkoła silsang
        - 37/10/1. Chŏgin Hyech'ŏl (785–861) Korea. Szkoła tongni
        - 37/10/1. Wŏnjŏk Toŭi (zm. 825) Korea. Szkoła kaji

      - 36/9. Xiuxi+ heshang (bd) (klasztor w Tanzhou w Hunanie)
      - 36/9. Xiyuan Tanzang+ (758–827) (klasztor w Hengzhou w Hunanie)
      - 36/9. Xunzhou Xiuguang+ (Luofu) (bd) (klasztor w Xunzhou w Guangdong)
      - 36/9. Yangqi Zhenshu+ (zm. 820) (klasztor w Yuanzhou w Jiangxi)
      - 36/9. Yanguan Qi’an+x (752–842) (klasztor Hangzhou w Zhejiang)
        - 37/10/1. Chingam Hyeso (773–850) Korea
        - 37/10/1. T'onghyo Pŏmil (810–889) Korea. Szkoła sagul
        - 37/10/1. Yikong (jap. Gikū) Japonia
        - 37/10. Guannan Daochang (bd)
          - 38/11. Guannan Daowu (bd)

      - 36/9. Yaoshan Weiyan+x (744–827) spadkobierca Shitou Xiqiana (klasztor w Lizhou w Hunanie)
        - 37/10. Beishu heshang

      - 36/9. Yinshan+ heshang (bd) (klasztor w Tanzhou w Hunanie)
      - 36/9. Yixing Shengbian+ (bd) (klasztor w Changzhou w Jiangsu)
      - 36/9. Yongtai Lingrui+ (761–829) (klasztor w Jingzhou w Hubei)
        - 37/10. Bimoyan heshang

      - 36/9. Yuandi+ chanshi (bd) (klasztor w Lianzhou w Hunanie)
      - 36/9. Yunshui Jingzong+ (bd)
      - 36/9. Yunxiu Shenjian+ (zm. 844) (klasztor w Tangzhou w Henanie)
      - 36/9. Yutai Weiran+ (bd)
      - 36/9. Zechuan+ heshang (bd)
      - 36/9. Zhangjing Huaihui+ (756–816) (Huaiyun) (klasztor w Chang’anie w Shaanxi)
        - 37/10/1. Hyŏnuk (787–869) Korea. Szkoła pongnim
        - 37/10. Hongbian (bd)

      - 36/9. Zhaoti Huilang+ (738–820) (klasztor w Tanzhou w Hunanie)
      - 36/9. Zhenzhou Jiannin (bd)
      - 36/9. Zhiguang+ (bd)
      - 36/9. Zhongyi Hong’en+ (bd) (klasztor Langzhou w Hunanie)
      - 36/9. Zhujing Qinghe+ (bd) (klasztor w Shaozhou w Guangdong)
      - 36/9. Ziyin Weijian+ (bd)
      - 36/9. Ziyu Daotong+x (731–813) (klasztor w Tangzhou w Henanie)
      - 36/9. Zongyin Deshan (bd)